# 布里亚市镇
布里亚市镇（俄语：Буринское муниципальное образование）是俄罗斯联邦伊尔库茨克州济马区所属的一个市镇。其下辖有3个居民点，行政中心为布里亚。据2016年统计，该市镇的人口为544人。